# Аху Тюркпенче
Аху Тюркпенче (родена на 2 януари 1977 г.) е турска актриса.

## Биография
Аху Тюркпенче е родена в Самсун на брега на Черно море. Сестра ѝ е актриса и се казва Гьозде Тюркпенче. Тя се интересува от театър и с помощта на близък приятел става част от  актьорския състав на Центъра за изкуства Müjdat Gezen. Заради това тя прекъсва обучението си по физика в Техническия университет Йълдъз.
Тя има роли в сериалите Yedi Numara и Azad и печели слава с участието си в Истанбулска приказка. Тя играе ролята на Асена във военния сериал Börü и в спин-оф научнофантастичния сериал Börü 2039.

## Филмография
- Гурбетчии (1996)
- Гюзел Гюнлер (1998)
- Bize Ne Oldu (1999)
- Yedi Numara (2000)
- Азад (2002)
- Истанбулска приказка (2003)
- Къде е Фирузе? (2003)
- Цената на славата (2004)
- Keloğlan Kara Prens'e Karşı (2006)
- Asterix Vikinglere Karşı (2006)
- Hicran Sokağı (2007)
- Карамел (2008)
- Dinle Neyden (2008)
- Елведа Румели (2009)
- Denizden Gelen (2009)
- Ölü Yaprak Vuruşu (2009)
- Бекле Бени (2010)
- Sessiz Çocuklar (2010)
- Ateşe Yürümek (2010)
- Kaybedenler Kulübü (2011)
- Планината 2 (2016)
- Wolf, Börü (2018)